# NGC 2268
NGC 2268 је спирална галаксија у сазвежђу Жирафа која се налази на NGC листи објеката дубоког неба.
Деклинација објекта је + 84° 22' 56" а ректасцензија 7h 14m 17,5s. Привидна величина (магнитуда) објекта NGC 2268 износи 11,4 а фотографска магнитуда 12,2. Налази се на удаљености од 35,327 милиона парсека од Сунца. NGC 2268 је још познат и под ознакама UGC 3653, MCG 14-4-22, CGCG 362-36, CGCG 363-20, IRAS 07006+8427, PGC 20458.